# ロダン カミーユと永遠のアトリエ
『ロダン カミーユと永遠のアトリエ』（ロダン カミーユとえいえんのアトリエ、Rodin）は2017年のフランスの伝記映画。
監督はジャック・ドワイヨン、出演はヴァンサン・ランドンとイジア・イジュランなど。
フランスの彫刻家オーギュスト・ロダンの没後100年を記念して、パリ・ロダン美術館の全面協力の下でロダンの半生を描いた作品である。
第70回カンヌ国際映画祭コンペティション作品。

## ストーリー
国からの依頼で「地獄の門」の制作に取り組むことになった1880年以降のオーギュスト・ロダンを、弟子で愛人のカミーユ・クローデルとの愛憎劇や内縁の妻であるローズとの関係、当時の様々な芸術家たちとの交流を交えて描いている。

## キャスト
- オーギュスト・ロダン: ヴァンサン・ランドン - 40歳にして才能を認められた彫刻家。
- カミーユ・クローデル: イジア・イジュラン（フランス語版） - ロダンの弟子。のちに愛人に。
- ローズ・ブーレ: セヴリーヌ・カネル（フランス語版） - ロダンの内縁の妻。

## 作品の評価
アロシネによれば、フランスの21のメディアによる評価の平均点は5点満点中3.7点である。
Rotten Tomatoesによれば、41件の評論のうち高評価は32%にあたる13件で、平均点は10点満点中4.8点、批評家の一致した見解は「『ロダン カミーユと永遠のアトリエ』は、芸術家の伝記映画で最もよくある落とし穴の犠牲になっており、創造的な業績を、それが何を意味し、なぜ重要なのかをそもそも解き明かすこともせずに描いてしまっている。」となっている。
Metacriticによれば、14件の評論のうち、高評価は2件、賛否混在は8件、低評価は4件で、平均点は100点満点中39点となっている。